# Françoise Hornez
Françoise Hornez, née en 1930 à Calais, est une comédienne française.

## Filmographie
- 1949 : Maya de Raymond Bernard : Fifine
- 1950 : Justice est faite de André Cayatte : Monique Andrieux
- 1952 : Jouons le jeu de André Gillois : l'actrice (segment La timidité)
- 1954 : Papa, maman, la bonne et moi... de Jean-Paul Le Chanois : Nicole
- 1955 : Le Village magique de Jean-Paul Le Chanois
- 1957 : En votre âme et conscience, épisode : L'affaire Levaillant ou le Cabinet des embûches de  Claude Barma
- 1960 : La Millième Fenêtre de Robert Ménégoz : Mme Blot